# Muscolo longitudinale inferiore
Nell'anatomia umana il  muscolo longitudinale inferiore, fa parte dei muscoli intrinseci della lingua.

## Anatomia
È un muscolo pari che origina dalla lamina propria della base linguale portandosi alla sottomucosa della faccia inferiore del corpo. Si ritrova fra il muscolo ioglosso e muscolo genioglosso.

## Funzioni
Le sue funzioni sono legate al movimento della lingua: permette di accorciarla e di abbassarne la punta.